# 1871 na Alemanha

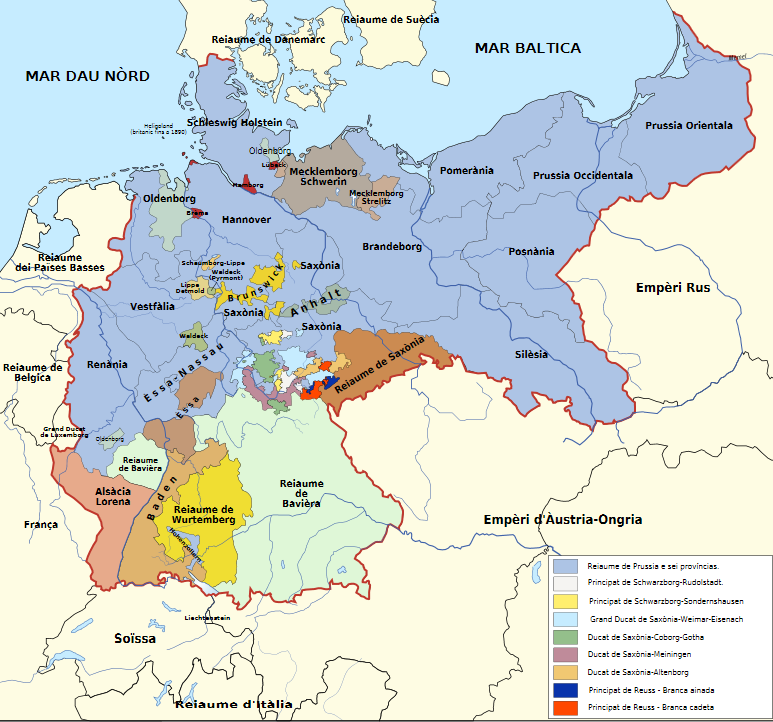
Alemanha em 1871

Esta é uma cronologia dos fatos acontecimentos de ano 1871 na Alemanha.

## Eventos
- 18 de janeiro: O Império Alemão é proclamado no palácio de Versalhes.[1][2]
- 26 de fevereiro: A Convenção de Paz de Versalhes termina a Guerra Franco-Prussiana.
- 3 de março: São realizadas as primeiras eleições federais da Alemanha.
- 14 de abril: O Reichstag aprova a Constituição do Império Alemão (Verfassung das Deutschen Reiches), com apenas sete votos contra.
- 4 de maio: Entra em vigor a Constituição do Império Alemão.